# Cedarotettix cogani
Cedarotettix cogani är en insektsart som beskrevs av Naudé 1926. Cedarotettix cogani ingår i släktet Cedarotettix och familjen dvärgstritar. Inga underarter finns listade i Catalogue of Life.